# Leprechaun 4: In Space
Leprechaun IV: In Space (Titulada Criatura Infernal 4 en Argentina y La Noche del Duende 4: En el Espacio Exterior en España, y El Duende Maldito 4: En el espacio en México y Duende 4 en Venezuela) es la cuarta película de la saga El Duende Maldito , la película se lanzó en formato de video en 1997 y fue dirigida por Brian Trenchard-Smith.

## Argumento
En un planeta remoto, el Leprechaun intenta cortejar a una princesa llamada Zarina, en un vil complot para convertirse en rey de su planeta de origen. Los dos están de acuerdo para casarse, con cada socio de la planificación para matar a la otra después de la noche de bodas con el fin de disfrutar de los beneficios del matrimonio (un título nobiliario para el Leprechaun, el oro y las joyas del Leprechaun para la princesa) inalteradas.
Un pelotón de marines espaciales llegan al planeta y matan al Leprechaun por interferir con las operaciones mineras. Regodeándose con la victoria, uno de los infantes de marina, Kowalski, se orina en el cuerpo del Leprechaun. Sin el conocimiento de Kowalski, el espíritu del Leprechaun viaja hasta su chorro de orina y en el pene, donde su presencia se manifiesta como gonorrea. Los infantes de marina regresar a su nave con la Zarina heridos, quienes planean regresar a su planeta natal con el fin de establecer relaciones diplomáticas positivas. El comandante de la nave, el cyborg Dr. Mittenhand, explica sus planes de utilizar ADN regenerativa de Zarina de recrear su propio cuerpo, que fue mutilado en un experimento fallido. En otra parte de la nave, el Leprechaun emerge violentamente de pene de Kowalski después de que él se despierta durante un acto sexual. Los infantes de marina cazar el Leprechaun, quien los engaña y mata a la mayoría de la tripulación en formas horribles y absurdas.
Además de continuar Zarina, el Leprechaun inyecta Mittenhand con una mezcla de ADN de Zarina y los restos de un escorpión mezclan y tarántula, antes de iniciar el mecanismo de autodestrucción de la nave. Un infante de marina que sobrevive, Palos, se precipita hacia el puente para desactivar la autodestrucción pero es detenido por una solicitud de contraseña. Mittenhand-ahora un monstruo grotesco que se hace llamar "Mittenspider" -entangles Palos en una telaraña gigante. Mientras tanto, los otros supervivientes se enfrentan al Leprechaun en la bodega de carga, en el que inadvertidamente causan le permite transformarse en un gigante después de dispararle con experimental rayos crecimiento del Dr. Mittenhand.
Agente biológico de la nave, Tina Reeves, escapa al puente y rescata Sticks rociando Mittenhand con nitrógeno líquido. El único otro marine superviviente, Libros, abre la esclusa de aire por lo que el Leprechaun gigante es succionado hacia el espacio y explota. Libros se une a los otros en el timón y deducen que la contraseña es "Mago", ya que el Dr. Mittenhand previamente a sí mismo en comparación con el Mago de Oz. Después de detener la secuencia de autodestrucción, Libros y Reeves beso, mientras que los palillos se ve por la ventana para ver la mano gigante del Leprechaun le da el dedo.

## Reparto
- Warwick Davis como El Leprechaun.
- Brent Jasmer como SSgt. Books Malloy
- Jessica Collins como Dr. Tina Reeves
- Guy Siner como Dr. Mittenhand/Mittenspider
- Gary Grossman como Harold.
- Rebekah Carlton como Princesa Zarina.
- Tim Colceri como Sargento Mayor Metal Head Hooker.
- Miguel A. Nunez, Jr. como Sticks.
- Debbe Dunning como Soldado Delores Costello.
- Mike Cannizzo como Danny.
- Rick Peters como Mooch.
- Geoff Meed como Kowalski.
- Ladd York como Lucky.
- James Quinn como Computadora (voz).

## Recepción de la crítica
Esta película fue criticada por los críticos. Actualmente posee un índice de aprobación del 0% en la revisión agregador sitio web Rotten Tomatoes, basado en seis opiniones. Tiene la calificación más baja de cualquier película de la serie en IMDb (3.1/10). The AV Club escribió que "el entorno del espacio exterior resulta una táctica desesperada para continuar una serie de terror sin prestar atención a la continuidad o a las leyes de la realidad".